# Giovanni Luigi de Fieschi
Giovanni Luigi (eller Gianluigi) de Fieschi, född omkring 1522, död 2 januari 1547, var en italiensk adelsman i Genua av ätten Fieschi.
Han ställde sig 1547 i spetsen för en sammansvärjning mot den då övermäktiga familjen Doria men omkom genom drunkning strax före upprorets början. Hans öde har bland annat behandlats av Friedrich Schiller i tragedin Fiesco.